# Komatsubara-chō
Komatsubara (小松原町, Komatsubara-chō) és un barri del districte urbà de Kita, a la ciutat d'Osaka, capital de la prefectura homònima, a la regió de Kansai, Japó. El nom del barri es pot traduir al català com a "pineda xicoteta".

## Geografia
El barri de Komatsubara es troba al centre del districte urbà de Kita, al nord-est de la ciutat d'Osaka. Komatsubara limita al nord i a l'oest amb el barri de Kakuda-chō i a l'est amb Dōyama-chō, mentres que al sud ho fa amb el barri de Sonezaki. Komatsubara, degut a la seua proximitat, està estretament lligada amb el barri d'Umeda.

## Història
El barri forma part del districte de Kita des de la creació d'aquest i del municipi modern d'Osaka l'any 1897. Cal assenyalar, que, des de l'any 1973 fins al 1981, Komatsubara va ser el lloc de tota Osaka amb els preus de terreny més elevats.

## Transport

### Ferrocarril
Al barri no hi ha cap estació de ferrocarril, però les estacions de Higashi-Umeda i Umeda es troben molt a prop, tenint un fàcil accés des del barri.

### Carretera
- Nacional 423
- Carrer Ōgi-machi, carrer Miyakojima